# Tracheostomie

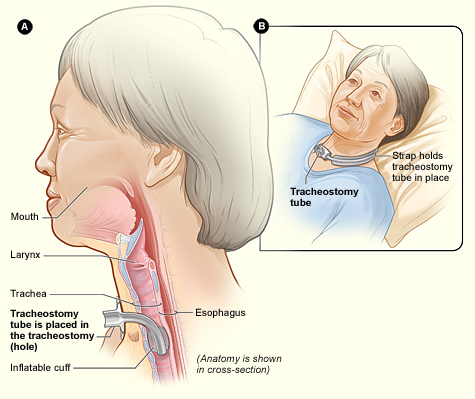
Obraz pacienta s tracheotomií

Tracheostomie je stav, kdy je průdušnice uměle vyústěna na povrch těla. Cílem je zajištění průchodnosti dýchacích cest pro umožnění ventilace, ventilace může být spontánní nebo s pomocí dýchacího přístroje, respektive umělé plicní ventilace. Tracheostomie může být trvalá nebo dočasná. Tracheostomie se provádí zákrokem zvaným tracheotomie, pozor nezaměňujte pojem tracheotomie a tracheostomie, tracheotomie je zákrok (rozříznutí průdušnice), kdežto tracheostomie je stav po tracheotomii a zasunutí tracheostomické kanyly do otvoru v průdušnici. 

## Důvody provedení tracheostomie
Mezi hlavní důvody provedení tracheostomie, při nichž pacient není schopen samostatně dýchat, patří různé úrazy, ochrnutí – úrazem, nemocí; svalová onemocnění, rakovina a mnoho dalších.

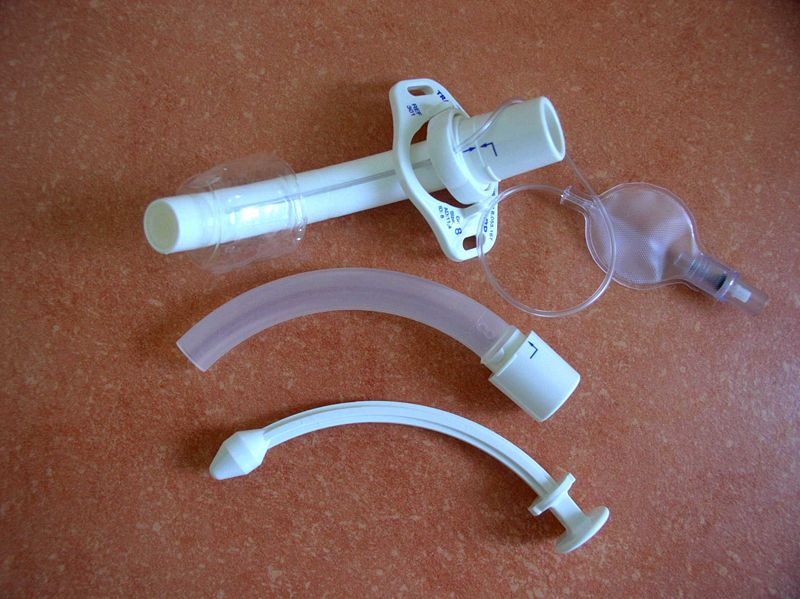
Vnější kanyla (horní položka) s nafukovací manžetou (vpravo nahoře), vnitřní kanyla (uprostřed) a obturátor (dolní položka)

## Princip fungování a péče o tracheostomii
Lékaři vytvoří otvor v krku do průdušnice, do kterého se zasune tracheostomická kanyla („trubička“ k průchodu vzduchu). Pacientovi se musí z tracheostomie, dle potřeby – po určitých časových intervalech, odsávat hleny, jednak aby se pacientovi dýchalo bez obtíží, a za druhé, aby nedošlo k ucpání a následnému udušení. Tracheostomická kanyla se musí přibližně jednou za měsíc měnit, výměna není nijak zvlášť bolestivá, stará kanyla se pouze vytáhne z průdušnice a nová kanyla zastrčí zpět do otvoru průdušnice. Tracheostomická kanyla se upevní kolem krku pomocí molitanového pásku se suchým zipem, část kanyly, která je zasunuta v průdušnici obepíná balonek, který se dá pomocí stříkačky nafouknout a vyfouknout. Balonek slouží jednak k zajištění, aby kanyla nevypadla z průdušnice, a za druhé, aby pacientovi při jídle nezaskočilo. Ovšem když je balonek nafouklý, tak pacient není schopen mluvit, protože vzduch proudí z plic přes část průdušnice a tracheostomickou kanylu, tudíž se vzduch nedostane až k hlasivkám a přes ústa ven.

## Domácí umělá plicní ventilace (DUPV)
Domácí umělá plicní ventilace, zkráceně DUPV, je nahrazení spontánního dýchání dýcháním pomocí přístroje. K DUPV se používá mobilní plicní ventilátor, chcete-li dýchací přístroj. Plicní ventilátor mohou uživatelé používat buďto jen přes noc, a nebo 24 hodin denně. Plicní ventilátory pro DUPV nejsou žádné velké pojízdné stroje, jak můžeme vidět v nemocnicích, nýbrž malé mobilní přístroje o velikosti např. CD přehrávače s hmotností pár kilogramů, takovýto přístroj se nastaví podle potřeby pacienta a jen připojí k tracheostomické kanyle. Plicní ventilátor vydrží fungovat s nabitou interní baterií jen několik hodin, proto je zapotřebí mít k dispozici také externí baterii. Uživatelé vozí ventilátory zpravidla v batohu nebo na držáku upevněném za zádovou opěrkou jejich elektrického invalidního vozíku. Na ústí tracheostomie se zpravidla nasazuje zvlhčovací filtr vzduchu, kterému se říká „umělý nos“, nebo mluvící ventil se zvlhčovacím filtrem vzduchu.
První týdny a měsíce mohou být pro lidi s tracheostomií těžké a nepříjemné, jde o to vydržet, než si člověk zvykne. Lidé jsou přizpůsobiví, takže si časem, ať už na samotnou tracheostomii nebo domácí umělou plicní ventilaci, zvyknou. 

## Možné problémy a zdravotní komplikace
Lidé s tracheostomií by také měli být připraveni na možné problémy a zdravotní komplikace, jako např. nechtěné vytržení kanyly, ucpání kanyly nebo porucha plicního ventilátoru.
Při vytržení tracheostomické kanyly je dobré vytrženou kanylu vyměnit za náhradní kanylu, kterou by měl mít každý pacient u sebe. V případě, že pacient, ošetřovatel nebo osobní asistent tracheostomickou kanylu vyměnit neumí popř. nezvládá, je vhodné vyhledat lékařskou pomoc.
V případě, že dojde k částečnému ucpání kanyly (dýchání s obtížemi) je vhodné vyhledat lékaře, v případě, že se kanyla ucpe úplně, je vhodné a důležité kanylu z průdušnice vytrhnout a opět vyhledat lékaře nebo zavolat záchrannou službu.
Při poruše plicního ventilátoru je vhodné použít ambuvak či resuscitátor (pokud pacient nevydrží nějakou dobu dýchat sám) a vyhledat lékaře nebo zavolat servis.
Takovéto situace se moc často nestávají, ale je dobré, když jsou na ně pacienti připraveni.  

## Mluvení s tracheostomií
Postupem času – za několik týdnů, když se rána po operaci (vytvoření otvoru) zahojí a člověk začíná jíst, může pacient začít balonek vyfukovat a zkoušet mluvit, ovšem vše chce svůj čas, takže se to každý nenaučí hned, ale pár týdnů nebo měsíců to trvá. Zpočátku může vyfouknutý balonek člověka dráždit ke kašli, ale postupem času se dráždivost ke kašli snižuje až prakticky vymizí. Na ústí tracheostomie se zpravidla nasazuje zvlhčovací filtr vzduchu, kterému se říká „umělý nos“, nebo mluvící ventil se zvlhčovacím filtrem vzduchu. Mluvící ventil pustí vzduch při nádechu do plic, ale při výdechu vzduchu ventil uzavře „cestu“ a vzduch musí jít okolo vyfouklého balonku přes hlasivky a ústa ven, v důsledku toho může člověk mluvit. Když člověku nedělá problémy dýchání bez plicního ventilátoru, ale nemá dostatek síly k mluvení jen přes tracheostomii a mluvící ventil, je vhodné uvažovat o celodenním používání plicního ventilátoru, který do vás „fouká“ vzduch, čímž se člověk nemusí tolik namáhat. 